# Gauja
A Gauja (észtül Koiva jõgi, lívül Koiva, németül Livländische Aa,  Lettország leghosszabb folyója amelynek a forrása és torkolata egyaránt lett területen található. 
Forrása Cēsistöl délkeletre az Elkas dombságban található. A folyó keletnek indul, majd északra fordulva 20 km hosszan határfolyó Lettország és Észtország között. Valga és Valka közelében elhaladva veszi irányát nyugatra Valmierát érintve újra megközelíti Cēsist. Rigától északkeletre ömlik a Rigai-öbölbe. 
Césisi járás és a Rigai járás határán a Gauja szurdokszerű völgye Lettország legmélyebb folyóvölgye. A devonkori homokkő sziklák helyenként 90 méter magosan nyúlnak a folyó szintje fölé. A terület gazdag természeti és kulturális értékekben, ezért a folyóvölgynek a Cēsis és Sigulda közötti szakaszát 1973-ban nemzet parká nyilvánították (Gauja Nemzeti Park).

## Jelentősége a lett kulturában
A Gauja a lettek számára hasonló jelentőséggel bír mint a Tisza a legmagyarabb folyó a magyarság számára. Egy nemzeti szentség mivel nem hagyja el a lett földet. Népdalok sokaságában éneklik meg, és a neve egyet jelent a hűséggel. Szokás a Gauja partján esküvőket tartani elsősorban a Cēsis és Sigulda közötti szakaszon.

## Fordítás
- Ez a szócikk részben vagy egészben  a   Gauja című lett Wikipédia-szócikk fordításán alapul.  Az eredeti cikk szerkesztőit annak laptörténete sorolja fel. Ez a jelzés csupán a megfogalmazás eredetét és a szerzői jogokat jelzi, nem szolgál a cikkben szereplő információk forrásmegjelöléseként.
- Ez a szócikk részben vagy egészben  a   Gauja című német Wikipédia-szócikk fordításán alapul.  Az eredeti cikk szerkesztőit annak laptörténete sorolja fel. Ez a jelzés csupán a megfogalmazás eredetét és a szerzői jogokat jelzi, nem szolgál a cikkben szereplő információk forrásmegjelöléseként.